# Гьоц фон Берлихинген
Гьоц фон Берлихинген, Готфрид фон Берлихинген цу Хорнберг „с Желязната ръка“ (на немски: Gottfried „Götz“ von Berlichingen zu Hornberg, „mit der eisernen Hand“, * ок. 1480, вероятно в замък Берлихинген или Ягстхаузен, † 23 юли 1562 в замък Хорнберг в Некарцимерн) е швабски франкски имперски рицар, участник в Селската война в Германия.
Гьоц е последното от десет деца на Килиан фон Берлихинген от Ягстхаузен и на Маргарета фон Тюнген. През 1494 г. започва да служи при рицар Конрад фон Берлихинген († 3 февруари 1497), братовчед на баща му и съветник на маркграфа на Бранденбург-Ансбах Фридрих II. Той го придружава на имперските събрания.
При обсадата на град Ландсхут Берлихинген загубва дясната си ръка, която заменя с желязна протеза, за което получава прозвището „Желязна ръка“.
През 1540 г. той участва един до два месеца във войната против турците във Виена. С император Карл V той се бие против французите, разболява се от епидемия и се връща в Хорнберг. Той умира на 23 юли 1562 г. и е погребан в манастир Шьонтал.

## Произведения
Гьоц пише описание на живота си, което Гьоте ползва за прочутата си пиеса „Гьоц фон Берлихинген“.

## Фамилия
Гьоц фон Берлихинген се жени два пъти: за Доротея фон Сахсенхайм и от 17 ноември 1517 г. втори път за Доротея Гайлинг фон Илесхайм. От двата си брака той има три дъщери и седем синове. Той живее с фамилията си в замък Хорнберг, на който се наричат фон Берлихинген цу Хорнберг.